# Yatesville (Georgia)
Yatesville – miasto w Stanach Zjednoczonych, w stanie Georgia, w hrabstwie Upson.